# Raphael Framberger
Raphael Framberger (Augsburgo, 6 de septiembre de 1995) es un exfutbolista alemán que jugaba de defensa.

## Estadísticas
Actualizado al último partido disputado en su carrera.
| Club                          | Div.          | Temporada     | Liga  | Liga  | Copas nacionales | Copas nacionales | Copas internacionales | Copas internacionales | Total | Total |
| Club                          | Div.          | Temporada     | Part. | Goles | Part.            | Goles            | Part.                 | Goles                 | Part. | Goles |
| ----------------------------- | ------------- | ------------- | ----- | ----- | ---------------- | ---------------- | --------------------- | --------------------- | ----- | ----- |
| F. C. Augsburgo II · Alemania | 4.ª           | 2014-15       | 19    | 1     | —                | —                | —                     | —                     | 19    | 1     |
| F. C. Augsburgo II · Alemania | 4.ª           | 2015-16       | 15    | 0     | —                | —                | —                     | —                     | 15    | 0     |
| F. C. Augsburgo II · Alemania | 4.ª           | 2016-17       | 2     | 0     | —                | —                | —                     | —                     | 2     | 0     |
| F. C. Augsburgo II · Alemania | 4.ª           | 2017-18       | 2     | 0     | —                | —                | —                     | —                     | 2     | 0     |
| F. C. Augsburgo · Alemania    | 1.ª           | 2016-17       | 3     | 0     | 0                | 0                | —                     | —                     | 3     | 0     |
| F. C. Augsburgo · Alemania    | 1.ª           | 2017-18       | 9     | 0     | 1                | 0                | —                     | —                     | 10    | 0     |
| F. C. Augsburgo · Alemania    | 1.ª           | 2018-19       | 7     | 0     | 1                | 0                | —                     | —                     | 8     | 0     |
| F. C. Augsburgo · Alemania    | 1.ª           | 2019-20       | 18    | 0     | 0                | 0                | —                     | —                     | 18    | 0     |
| F. C. Augsburgo · Alemania    | 1.ª           | 2020-21       | 21    | 0     | 1                | 0                | —                     | —                     | 22    | 0     |
| F. C. Augsburgo · Alemania    | 1.ª           | 2021-22       | 23    | 0     | 1                | 0                | —                     | —                     | 24    | 0     |
| F. C. Augsburgo · Alemania    | 1.ª           | 2022-23       | 3     | 0     | 1                | 0                | ―                     | ―                     | 4     | 0     |
| SV Sandhausen · Alemania      | 2.ª           | 2022-23       | 5     | 0     | 1                | 0                | ―                     | ―                     | 6     | 0     |
| SV Sandhausen · Alemania      | Total club    | Total club    | 5     | 0     | 1                | 0                | 0                     | 0                     | 6     | 0     |
| F. C. Augsburgo · Alemania    | 1.ª           | 2023-24       | 0     | 0     | 0                | 0                | ―                     | ―                     | 0     | 0     |
| F. C. Augsburgo · Alemania    | Total club    | Total club    | 84    | 0     | 5                | 0                | 0                     | 0                     | 89    | 0     |
| F. C. Augsburgo II · Alemania | 4.ª           | 2024-25       | 0     | 0     | ―                | ―                | ―                     | ―                     | 0     | 0     |
| F. C. Augsburgo II · Alemania | Total club    | Total club    | 38    | 1     | 0                | 0                | 0                     | 0                     | 38    | 1     |
| Total carrera                 | Total carrera | Total carrera | 127   | 1     | 6                | 0                | 0                     | 0                     | 133   | 1     |
| 1.                            |               |               |       |       |                  |                  |                       |                       |       |       |